# Kirche des Heiligen Elias (Fabric)
Die Kirche des Heiligen Elias (rumänisch Biserica ortodoxă Sfântul Ilie) ist eine rumänisch-orthodoxe Kirche und ein denkmalgeschütztes historisches Gebäude in der Strada Andrei Șaguna im II. Bezirk Fabric (deutsch Fabrikstadt) der westrumänischen Stadt Timișoara (deutsch Temeswar).

## Geschichte

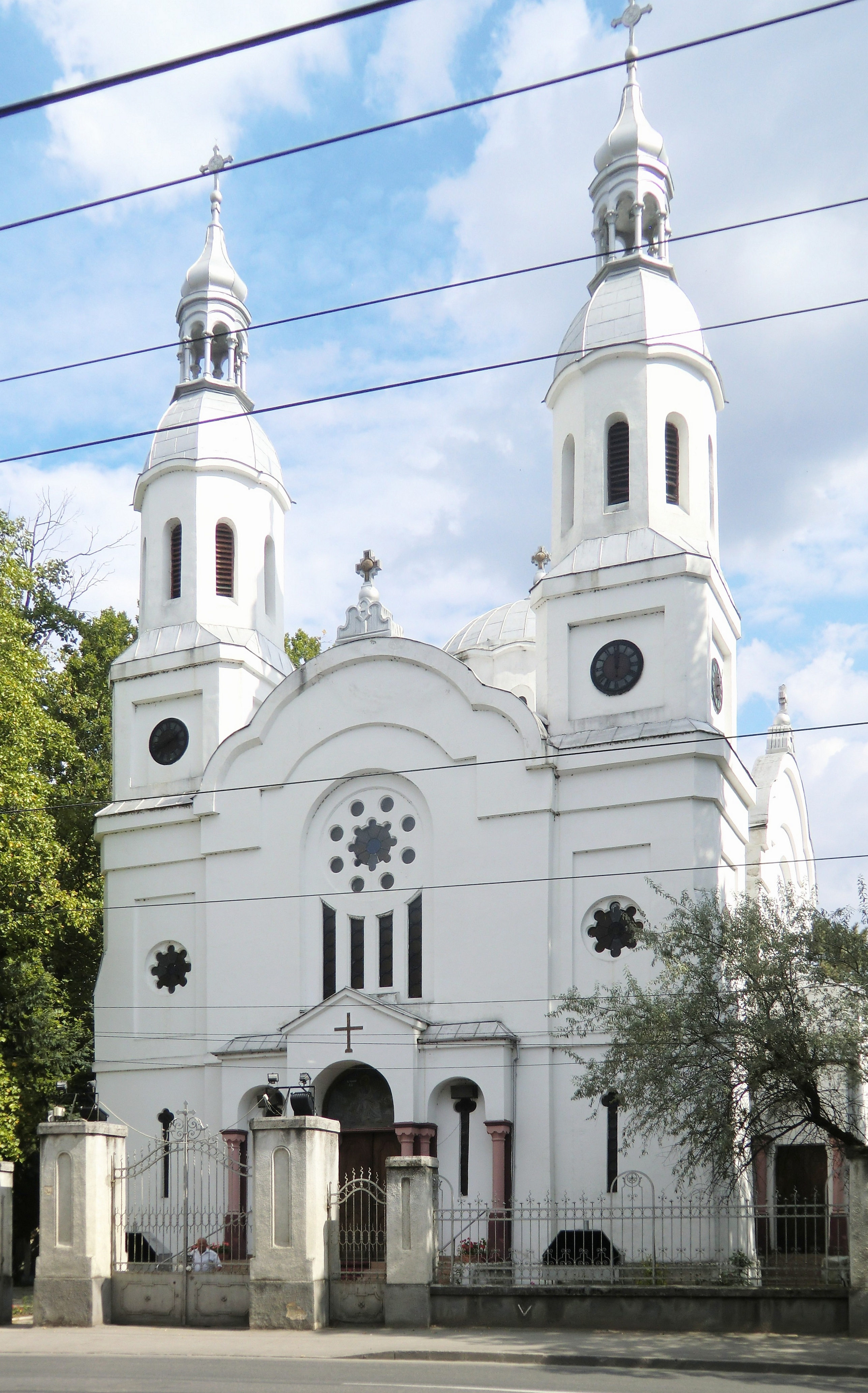
Kirche des Heiligen Elias, Fabric

Die Kirche wurde zwischen 1911 und 1912 erbaut und dem Heiligen Elias gewidmet. Die Baupläne wurden von dem Architekten Ion Niga erstellt, und Baumeister war Iosif Ecker junior. Die Gemälde im Inneren stammen von dem Banater Maler Ioan Zaicu. 
Die Kirche ähnelt in Form und Konzeption der rumänisch-orthodoxen Dreifaltigkeitskathedrale in Sibiu, die zwischen 1902 und 1906 erbaut wurde.